# 무료항공권
《무료항공권》(No Charge Airline Ticket)은 한국에서 제작된, 소재익 감독의 2009년 단편 드라마 영화이다. 엄태구 등이 주연으로 출연하였다.

## 줄거리
무료 항공권 퀴즈에 응모하면서 벌어지는 이야기를 그린 단편 영화이다.

## 등장 인물

### 주인공
- 엄태구
- 최대훈
- 백애경